# Santo Gangemi
Santo Rocco Gangemi (* 16. srpna 1961, Messina) je italský římskokatolický duchovní, arcibiskup a diplomat.

## Život
Narodil se 16. srpna 1961 v Messině.
Vstoupil do kněžského semináře a po teologickém studiu byl 28. června 1986 arcibiskupem Ignaziem Cannavò vysvěcen na kněze. Od července 1987 do září 1990 působil jako vicerektor a spirituál Papežského římského většího semináře. Roku 1990 dokončil studium na Papežské církevní akademii a následující rok studium kanonického práva na Papežské lateránské univerzitě.
Dne 1. července 1991 vstoupil do diplomatických služeb Svatého stolce. Byl úředníkem na apoštolských nunciaturách v Maroku, Itálii, Rumunsku, na Kubě, v Chile, Francii, Španělsku a Egyptě.
Dne 27. ledna 2012 jej papež Benedikt XVI. jmenoval apoštolským nunciem na Šalomounových ostrovech a titulárním arcibiskupem z Umbriatica. Biskupské svěcení přijal 17. března z rukou kardinála Angela Sodana a spolusvětiteli byli arcibiskup Calogero La Piana a arcibiskup Giovanni Angelo Becciu. Dne 24. března 2012 mu byla přidána nunciatura na Papuy Nové Guiney.
Dne 6. listopadu 2013 se stal nunciem v Guiney a 5. února dalšího roku i v Mali. Od 25. května 2018 začal sloužit jako nuncius v Salvadoru. Od 12. září 2022 je apoštolským nunciem v Srbsku.